# فوتبال در پاراگوئه
فوتبال با فاصله زیاد پرطرفدارترین ورزش در پاراگوئه است؛ تا جاییکه بخشی از فرهنگ این کشور است.